# The Ark
The Ark é uma banda sueca de glam rock formada em 1991 por Ola Salo, Mikael Jepson e Lasse "Leari" Ljungberg."
A banda foi representante da Suécia no Festival Eurovisão da Canção 2007, com a música "The Worrying Kind".

## Membros
- Ola Salo (voz e piano)
- Mikael Jepson (backing vocals e guitarra)
- Martin Axén (backing vocals eguitarra)
- Leari (Lars Ljungberg) (backing vocals e baixo)
- Sylvester Schlegel (backing vocals e bateria)
- Jens Andersson (teclas e engenheiro de som)

## Discografia
- We Are The Ark. 2000
- In Lust We Trust. 2002
- State of The Ark. 2004
- Prayer for the Weekend. 2007
- In Full Regalia. 2010